# 三語族
三語族（さんごぞく）は、1980年代初期の日本に登場した「ウッソー」「ホントー」「カワユーイ」（または「ヤダー」）の三語を常用するギャルのことである。三語ちゃんとも呼ばれていた。
三語族は前記の語の他に「スゴーイ」（「スッゴイ」）、「エエッ」、「キモチワルーイ」、「ベツニー」、「シンジラレナーイ」、「バッカミタイ」も常用していたとされる。
当時流行していた変体少女文字（丸文字）が文字の化粧に相当するのと同様に、これらの語は言葉の化粧に相当するとする説が存在する。また朝日新聞社の榊原昭二はこれらの語を「言葉の省エネ時代」によるものと評価した。
男の子の方は「ヨー」「オー」「アー」「まあナ」の四語を常用していたとされる。

## 類似する族

### 夫の三語族
「風呂」「飯」「寝る」しか喋らない夫が（夫の）三語族と言われることもある。
この三語しか喋らない夫は、1969年に発表された遠藤周作のユーモア小説『大変だァ』に登場する。

### 3D族
1984年ごろよりは「だって」「でも」「どうせ」の三つのDが付く語を口癖とする若い OL が 3D族 と呼ばれるようになった。